# Tužne uši
Tužne uši bio je splitski glazbeni sastav.
Obilježili su alternativnu rock pozornicu početkom 1980-ih. Ocijenjeno s vremenskim odmakom od tri desetljeća, glazbeni kritičari smatraju da bolje zvuče od mnogih sastava koji su unatoč lošijim pjesmama doživjeli izdanje studijskog albuma i višegodišnji opstanak na glazbenoj pozornici. Skladbe i danas zvuče suvremeno i radiofonično. No, nisu nikad stigli do prvog albuma premda su ostavili veliki trag u među brojnim poštovateljima hrvatske i ondašnje cijele državne alter rock pozornice.

## Povijest
Osnovani su 1982. godine. Prirodni su nastavak post punk sastava Abortus. Pjevač Dinko Fazinić i gitarist Saša Jimi Kesić te su godine odlučili proširiti glazbene vidike. Novo ime izabrali su nakon biranja po Dinkovim singlicama. Izabrali su ime prema skladbi s B strane singla Fini dečko riječkih Parafa. Skladajući i izvodeći glazbu pod utjecajem Joy Divisiona, auktorski je dvojac stvorio nove, minimalističke i psihodelične skladbe. Basist novog sastava bio je Ivo Šiškov, a bubnjar Dalibor Kuzmanić.
1982. nastupili su na prvom DORS festivalu u TOK-u, u sastavu Dinko Fazinić, Saša Kesić, Željko Serdarević. U svirci se osjećao snažni utjecaj DAF-a. Sastavu se tad pridružio klavijaturist Željko Serdarević (iz sastava Vojnici olovnih nogu), bubnjar Dalibor Kuzmanić te basist Duge Ivo Šiškov. Zvuk im je bio "na čvrstom, paramilitarnom ritmu gradi minuciozne baraže klavijatura i gitarskih fraza, obećavajući nastavak svojih postpunkerskih traženja vjerojatno u pravcu nove psihodelije.
1983. godine Saša Jimi Kesić služio je obvezni vojni rok u Beogradu. Tijekom prva slobodna vikenda zimi 1983. snimili su prvi demosnimak Ti me uči u studiju Nenada Vilovića u Splitu, s novim članom u postavi Mladenom Đikićem (svirao je Casio VLT-1 na snimci, a na kasnijim nastupima uživo klavijature). Pjesma je obilježila sastav, jer je diljem Hrvatske i cijele bivše države bila na brojnim glazbenim ljestvicama demosastava radijskih postaja. Po odsluženju vojnog roka, vratio se u Split i sastav je nastavio sa svirkom. Uslijedile su česte promjene postave. Pjevač Dinko Fazinić nije više pjevao, ali je ostao uz sastav kao menadžer. Novi pjevač postao je Davor Bilić.
S novim pjevačem snimili su demosnimke skladba Bijeg i Hod kroz maglu. Novi bubnjar postao je Mirjan Jovanović Tošo. S njime su 1986. snimili skladbu Trebam te. U sastav je potom došao Dragan Lukić koji je svirao klavijature. U ovom sastavu Tužne uši su se proslavile i ujedno i splitska nezavisna scena. Iste godine Tužne uši ostvarile su svoj prvi veći nastup. Bili su predsastav EKV-u. Bilo je to u Velikoj dvorani na Gripama 1986. godine. Zatim su uslijedile svirke diljem Hrvatske i bivše države.
Nove snimke snimili su na Klisu u studiju Cipanica, studiju Miše Limića i Olivera Mandića iz Stijena. Snimili su skladbe Noć je moj svijet, Obale i Nestvarne stvari. Te i još neke starije skladbe objavila je izdavačka kuća LVXOR, splitskog izdavača Marinka Biškića. Nosač zvuka na kojem je objavljen je kazeta. Te skladbe bile su glazbena građa za natjecanje na subotičkom festivalu Omladina ’87. Ušli su u završnicu s Indust bagom, KUD Idijotima, Gradom i Mizarom. Skupa su svi dobili nagradu sudaca. Uspjeh je što su dvije skladbe s tog nastupa objavljene na LP-u Najbolji uživo – Omladina ’87.
Snimili su jedan spot, koji je prikazala splitska TV Marjan.
2014. njihova legendarna Ti me uči objavljena je na dvostrukoj kompilaciji Various – Electronic Jugoton – Synthetic Music From Yugoslavia 1964-1989, u izdanju Croatije Recordsa.
2017. godine Dallas Records je objavio album u digitalnom formatu naslova 3bjut to Tužne uši Jimi & The Garage Banda, s dvanaest skladba koje su izveli razni pjevači, pored ostalih Mladen Badovinac, Boris Hrepić Hrepa, Dejan Cukić, Dean Škaljac i drugi.

## Članovi
Članovi jedne od postava:
- Davor Bilić - bas & glas
- Saša Jimi Kesić - gitare
- Mirjam Tošo Jovanović - bubnjevi
- Dragan Lepi Lukić - synth
- Dinko Fazinić - manager

Članovi su još bili:
- Dean Radovniković Grizly
- Goran Gubić
- Mladen Đikić
- Željko Serdarević

## Diskografija
Demo singlovi
- Ti me uči, 1983.
- Bijeg
- Hod kroz maglu
- Trebam te
- Noć je moj svijet
- Obale
- Nestvarne stvari